# Amber Campbell
Amber Campbell (* 5. Juni 1981 in Cincinnati, Ohio) ist eine ehemalige US-amerikanische Leichtathletin, die sich auf den Hammerwurf spezialisiert hat. 2015 wurde sie in dieser Disziplin NACAC-Meisterin.

## Sportliche Laufbahn
Amber Campbell wuchs in Indianapolis auf und studierte ab von 2000 bis 2004 Psychologie an der Coastal Carolina University. Erste internationale Erfahrungen sammelte sie 2005, als sie bei den Weltmeisterschaften in Helsinki mit einer Weite von 65,48 m in der Qualifikationsrunde ausschied. 2008 nahm sie erstmals an den Olympischen Sommerspielen in Peking teil und verpasste dort mit 67,86 m den Finaleinzug und im Jahr darauf gelangte sie bei den Weltmeisterschaften in Berlin mit 70,08 m im Finale auf den elften Platz. 2011 schied sie bei den Weltmeisterschaften in Daegu mit 68,87 m in der Qualifikationsrunde aus, ehe sie bei den Panamerikanischen Spielen in Guadalajara mit 69,93 m die Bronzemedaille hinter der Kubanerin Yipsi Moreno und Sultana Frizell aus Kanada gewann. Im Jahr darauf nahm sie erneut an den Olympischen Sommerspielen in London teil und verpasste dort mit 69,93 m erneut den Finaleinzug. Im Jahr darauf kam sie bei den Weltmeisterschaften in Moskau mit 69,86 m nicht über die Vorrunde hinaus und 2015 sicherte sie sich bei den Panamerikanischen Spielen in Toronto mit 71,22 m die Silbermedaille hinter der Venezolanerin Rosa Rodríguez. Anschließend siegte sie mit 72,41 m bei den NACAC-Meisterschaften in San José, ehe sie bei den Weltmeisterschaften in Peking im Finale ohne einen gültigen Versuch blieb. Im Jahr darauf nahm sie zum dritten Mal an den Olympischen Sommerspielen in Rio de Janeiro teil und belegte dort mit 72,74 m im Finale den sechsten Platz und 2017 beendete sie ihre aktive sportliche Karriere im Alter von 36 Jahren.
In den Jahren 2010 und 2012 sowie 2015 und 2016 wurde Campbell US-amerikanische Meisterin im Hammerwurf und 2005, von 2008 bis 2012 sowie 2016 wurde sie Hallenmeisterin im Gewichtweitwurf. 